# Andreas Widhölzl
Andreas Widhölzl (St. Johann in Tirol, 14 oktober 1976) is een Oostenrijkse schansspringer.
Andreas Widhölzl begon zijn sportcarrière als voetballer bij SC Fieberbrunn en won daarmee in het seizoen 1991/1992 de Perauercup en tevens een toernooi om de Alpen Cup gehouden in Predazoo. Vanaf het seizoen 1992/1993 nam hij voor het eerst deel aan wereldbeker wedstrijden schansspringen. Een jaar later zou hij als junior samen met zijn landgenoten derde op het wereldkampioenschap worden bij de ploegenwedstrijd.
In 1999/2000 werd Widhölzl tweede en in zowel 1997/1998 als 2002/2003 werd hij derde in de eindstand om de wereldbeker. Eveneens in 1999/2000 werd hij tweede tijdens het WK Skivliegen. 1999/2000 bleek voor Widhölzl een topseizoen aangezien hij tevens het Vierschansentoernooi van dat jaar op zijn naam zou schrijven. Ook op de Olympische Winterspelen 1998 in Nagano wist Widhölzl medailles te winnen. Individueel pakte hij brons op de kleine schans, terwijl hij met het Oostenrijkse team eveneens een bronzen medaille wist te winnen. Tijdens het WK schansspringen in 2005 pakte hij met het Oostenrijkse team van zowel de kleine schans als de grote schans een gouden medaille. In 2006 werd hij tijdens het WK skivliegen 2006 voor de tweede maal tweede, door achter Roar Ljøkelsøy en voor Thomas Morgenstern te eindigen. In datzelfde jaar stelde hij echter teleur tijdens het Vierschansentoernooi 2006.
Op de Olympische Winterspelen 2006 kwam hij er tijdens de individuele wedstrijden niet aan te pas, maar samen met zijn landgenoten die reeds in de medailles vielen, Thomas Morgenstern en Andreas Kofler wist hij alsnog een medaille te winnen in de landenwedstrijd. Het team werd gecompleteerd door Martin Koch.
| Logo van de Olympische Spelen | Goud | Zilver | Brons | Logo van de Olympische Spelen |
|                               | 1    | 0      | 2     |                               |